# 74 f.Kr.
| 74 f.Kr.           |
| ------------------ |
| Dødsfald - Fødsler |
|                    |

## Dødsfald
- Nikomedes 4. af Bithynien, konge af Bithynien